# Miguel Krigsner
Miguel Gellert Krigsner, né à La Paz, le 9 janvier 1950, est un entrepreneur brésilien né en Bolivie.

## Biographie
Il est issu d'une famille juive. Son père Jacob est polonais alors que sa mère Anneliese Krigsner est allemande. Il émigre avec sa famille au Brésil à l'âge de onze ans pour s'installer à Curitiba, dans le Paraná. Il obtient son diplôme en pharmacie et biochimie à l'université fédérale du Paraná (UFPR) en 1975. Deux ans plus tard, il ouvre une petite entreprise du nom de O Boticário, qui deviendra le leader du secteur de la parfumerie au Brésil ,.
Il a conçu le musée de l'Holocauste de Curitiba, qui ouvre en 2011.
D'après le magazine Forbes, il est, en 2014, le milliardaire brésilien ayant la plus petite fortune (environ 2,7 milliards de dollars américains) et fait partie des 70 milliardaires brésiliens en 2016,,.